# 胡志强 (1955年)
胡志强（1955年8月8日—2016年4月11日），男，北京人，中华人民共和国外交官，曾任中华人民共和国驻乍得共和国特命全权大使。

## 生平
1982年，毕业于北京语言学院法语班，进入中华人民共和国财政部税务局工作。1985年，调入外交部工作，任外交部条约法律司随员。1987年，赴瑞士日内瓦大学国际问题研究院进修。1988年，任常驻联合国日内瓦办事处和瑞士其他国际组织代表团三等秘书，后升任二等秘书。1992年，任外交部条约法律司二等秘书，后升副处长、一等秘书、处长、参赞兼处长。2005年，任外交部驻香港特别行政区特派员公署参赞。2000年，任外交部条约法律司参赞。2011年，任吉林省外事侨务办公室副主任。2012年9月，出任中华人民共和国驻乍得大使。2015年10月，胡志强回国安排乍得总统伊德里斯·代比访华事宜，访问结束后留在国内养病，未再返回乍得任职。2016年4月11日，因病去世。

## 家庭
已婚，妻子孙杨，两人育有一子。